# Ведерников, Николай Степанович
Никола́й Степа́нович Веде́рников (18 июня 1925 — 29 декабря 2011) — участник Великой Отечественной войны, командир пулемётного расчёта 969-го стрелкового полка 273-й стрелковой дивизии 6-й армии 1-го Украинского фронта, старшина. Герой Советского Союза.

## Биография
Родился в селе Верхние Татышлы (ныне — Татышлинского района Башкортостана). Вскоре его семья переехала в Чернушинский район Пермской области.
В Красной Армии с 1943 года, после окончания трёхмесячных курсов младших командиров с июля 1943 года участник Великой Отечественной войны.
Командир пулемётного расчёта старший сержант Н. С. Ведерников отличился в августе 1944 года при форсировании реки Вислы, удержании и расширении Дороткинского плацдарма (Польша). На высоте 207,8 во время атаки противника он подпустил атакующих на близкое расстояние и уничтожил из пулемёта до 150 немецких солдат и офицеров.
В городе Штригау (Германия) с 14 по 18 февраля 1945 года он в критическую минуту боя лёг за пулемёт, расчёт которого выбыл из строя, и отбил атаку противника. Всего в боях за город Штригау Н. С. Ведерниковым было отбито 8 атак и уничтожено до роты гитлеровцев, подавлен огонь 2-х пулемётных точек.
В боях за город Бреслау (Вроцлав, Польша) 10 марта 1945 года старший сержант Ведерников Н. С., поддерживая продвижение штурмовой группы, огнём своего пулемёта уничтожил 3 пулемётные точки противника, благодаря чему штурмовая группа без потерь овладела кварталом.
C лета 1944 года Н. С. Ведерников отлично овладел искусством снайперского дела. К концу войны огнём из пулемёта и снайперской винтовки он лично истребил до 300 гитлеровцев.

 Указом Президиума Верховного Совета СССР от 26 июня 1945 года за образцовое выполнение боевых заданий командования и проявленные мужество и героизм в боях с немецко-фашистскими захватчиками старшему сержанту Ведерникову Николаю Степановичу присвоено звание Героя Советского Союза с вручением ордена Ленина и медали «Золотая Звезда» (№ 8642). 
После войны Ведерников Н. С. демобилизовался в звании старшина. Работал в Пермской области комбайнёром, бригадиром полеводческой бригады, инженером по технике безопасности конезавода. За высокие урожаи награждён орденом Ленина. Жил в селе Тауш Пермской области, потом в городе Чернушка Пермского края.
Николай Степанович Ведерников умер 29 декабря 2011 года в городе Чернушка Пермского края.

## Награды
- Медаль «Золотая Звезда» Героя Советского Союза (27.06.1945, № 8642)[1].
- Орден Ленина (27.06.1945).
- Орден Ленина.
- Орден Красного Знамени (19.08.1944)[2].
- Орден Отечественной войны 1-й степени (06.04.1985)[3].
- Орден Славы 2-й степени (05.05.1945)[4].
- Орден Славы 3-й степени (22.10.1944)[5].
- Медаль «За отвагу» (12.02.1944)[6].

## Память
- На родине Н. С. Ведерникова в селе Верхние Татышлы Татышлинского района Башкортостана его именем названа улица.
- Бюст Н. С. Ведерникова в числе 12 Героев Советского Союза и 2 полных кавалеров ордена Славы жителей — Чернушинского района, установлен на Аллее Славы, открытой 9 мая 2010 года в городе Чернушка.